# Malevy Leons
Malevy Leons (IJmuiden, 23 september 1999) is een Nederlandse basketballer die speelt voor Oklahoma City Thunder in de National Basketball Association (NBA). Hij genoot zijn jeugdopleiding bij Apollo Amsterdam en speelde daar twee seizoenen in de DBL. Daarna ging hij naar Bradley University. 

## Carrière

### Apollo Amsterdam
De 2.05 meter lange Leons maakte op 12 oktober 2017 onder coach Patrick Faijdherbe tegen Donar Groningen zijn eerste minuten in de DBL voor Apollo Amsterdam. Vanaf maart 2018 werd hij officieel op het roster gezet vanwege verschillende blessures. Vanaf dat moment is Leons voor Apollo Amsterdam een meerwaarde gebleken. Met een wingspan van 2.15 meter maakte hij het veel tegenstanders lastig en met de meer minuten die hij kreeg werd zijn scoreproductie ook steeds groter. Met ingang van seizoen 2018-2019 is Leons officieel onderdeel van het heren 1-team van Apollo Amsterdam. Leons kwam naast het heren 1 team ook uit voor het U24 team van Apollo, waarmee hij in 2018 kampioen van Nederland werd.

### Amerika
Na twee seizoenen met Apollo vertrok Leons naar de Verenigde Staten. Hier speelde hij twee seizoenen voor het Junior College Mineral Area College. Hier bewees hij zich, waardoor Leons de stap kon maken naar een division 1 college, Bradley University. 
Bij Bradley University speelde Leons samen met de Groningse Rienk Mast. Leons speelde drie jaar voor Bradley University. Hier ontwikkelde hij zich tot een van de belangrijkste spelers, die uitblonk vanwege zijn verdedigende kwaliteiten.
Na niet te worden gekozen in de NBA Draft van 2024 kreeg Leons de kans bij Oklahoma City Thunder om zich te bewijzen tijdens de NBA Summer League. Ook hier viel Leons op, maar in eerste instantie werd zijn contract niet verlengd. Zelf bleef Leons nuchter over de kans die hij kreeg bij Oklahoma City Thunder. "Mijn vader zei altijd dat ik eerst een diploma moest halen en daarna brood op de plank moet krijgen", vertelde Leons aan ESPN. "Dat diploma is gelukt, nu nog een goed contract."
Op 31 oktober werd bekendgemaakt dat Leons zijn handtekening had gezet onder een contract voor de rest van het seizoen. Een dag later maakte hij zijn debuut, waarin hij 1 punt, 1 rebound en 1 assist noteerde. Daarmee is hij de eerste Nederlander die sinds 2012 speelminuten heeft gemaakt in de NBA.

## Erelijst
- Dutch Talent League (2018)
- NBA-kampioen: 2025

## Statistieken
Dutch Basketball League
| Jaar    | Team      | GS | MPW  | 2P%  | 3P%  | VW%  | RPW | APW | SPW | BPW | PPW |
| ------- | --------- | -- | ---- | ---- | ---- | ---- | --- | --- | --- | --- | --- |
| 2017–18 | Amsterdam | 16 | 11.8 | .618 | .059 | .792 | 2.3 | 0.5 | 0.9 | 0.3 | 4.0 |
| 2018–19 | Amsterdam | 37 | 19.2 | .490 | .303 | .671 | 4.2 | 0.6 | 0.6 | 0.4 | 6.1 |